# Doom (игра, 2016)
Doom (стилизованное написание — DOOM) — компьютерная игра в жанре шутера от первого лица. Разработана компанией id Software совместно со студией Certain Affinity и издана Bethesda Softworks. Игра вышла на Windows, Xbox One и PlayStation 4 13 мая 2016 года. 10 ноября 2017 года состоялся релиз на Nintendo Switch.

## Игровой процесс

### Сюжетная кампания
Игровой процесс представляет собой шутер от первого лица. В игре имеются главные слагаемые серии: мощное оружие, множество демонов и быстрое перемещение. Игрок способен перемещаться по всему уровню: в игре есть не только коридоры, но и открытые местности. Главная задача — уничтожение масс противников с помощью оружия. «Здоровье» и прочие бонусы выпадают из трупов врагов, мотивируя игрока к кровавому «ближнему бою». Как и в предыдущих играх серии игрок может носить за спиной целый арсенал, никак не влияющий на скорость перемещения. Противников можно уничтожать как из стрелкового оружия, так и с помощью бензопилы и даже врукопашную (в игре предусмотрено анимированное добивание ослабленных противников). Сами противники обладают различным арсеналом, а также давят игрока числом. Помимо стрельбы, игрок должен выполнять простые задачи.

### Многопользовательский режим
В мультиплеере существует несколько режимов игры, как например deathmatch и вариация «Сбор душ», Freeze Tag, Warpath («Король горы» с движущейся «горой»), Доминация, и «Клановая Арена» (командная версия last man standing без собираемых предметов). Игроки также могут использовать усиления и телепорты во время мультиплеерной игры. Они могут подобрать Демонскую Руну, одно из усилений, дающие возможность трансформироваться и играть за демона. Изначально доступно 4 демона, каждый из которых имеет различные способности: Ревенант, Барон Ада, Манкубус, и Праулер. При запуске в игре было девять карт.
Игроки получат очки опыта за каждый матч. После получения достаточного количества очков, игрок может повысить уровень, после чего будут доступны для использования новая броня, текстуры персонажа, оружия и усиления. Броня персонажа и оружие могут быть значительно модифицированы с помощью использования новых текстур и цветов на них. В дополнение, игроки могут получить модули взлома во время игры, которые являются особенными способностями, доступными только после их сбора. Существует шесть типов модулей. Разведка показывает местоположение всех врагов игроку на ограниченный промежуток времени после возрождения, Показатель Жизнедеятельности показывает здоровье всех врагов. Возмездие позволяет игроку отследить человека, который убил его последним, Искатель Силы направляет игрока к мощному оружию, доступному в игре. Таймер пополнения показывает время появления усилений. Игроки также могут дразнить других игроков в мультиплеере.
19 июля 2017 года вышло обновление 6.66 для мультиплеера Doom. Обновление 6.66 представляет изменённую систему прогресса, все три DLC упакованные в базовую игру, новую систему рун (заменяющую систему модулей) и улучшенные оповещения об убийствах. Обновление 6.66 требует от игроков сбросить их уровень и дает возможность сохранить все разблокированные предметы либо также сбросить их. Игроки, которые играли до обновления 6.66 и игроки, получившие уровень 'Slayer' получили уникальные медали, отображающие их статус.

### Создание уровней
Во всех платформах кроме Nintendo Switch, присутствует встроенная утилита для создания уровней, называемая «SnapMap», которая позволяет игрокам создавать и редактировать карты со своей собственной структурой и игровой логикой. С помощью SnapMap, игроки могут создавать карты для разных режимов, начиная от одиночных и заканчивая кооперативным или многопользовательскими картами. При постройке уровня, камера будет использовать вид сверху. Игроки могут размещать комнаты и коридоры, чтобы сформировать уровень и соединить их. Если они не соединены, цвет таких частей изменяется, чтобы уведомить игрока. Игроки также могут использовать X-ray камеру, которая временно удаляет все стены, чтобы позволить игрокам увидеть объекты изнутри. Игроки также могут размещать врагов на их карты, за исключением сюжетных боссов. Их ИИ, характеристики, и скорость игрока также могут быть модифицированы. Игроки также могут добавлять эффекты частиц, световые эффекты и другие элементы геймплея, как например аптечки и патроны. Могут быть использованы только ресурсы из игры, игроки не могут создавать или импортировать их собственные модели в игру. Уровни могут быть протестированы перед публикацией в сеть.
Для игроков, не желающих прописывать все детали уровня, существует ИИ Дирижёр, который автоматически создает врагов. Игроки будут получать «snap points» после создания уровня либо после игры в уровень, созданный другим игроком. Эти очки могут быть потрачены на открытие дополнительных косметических предметов. Игроки могут поделиться их завершенным картами с другими игроками. Они могут голосовать, а также редактировать контент других игроков, при этом оставляя ссылку на автора оригинальной версии.

## Сюжет
События Doom происходят в отдалённом будущем, в научно-промышленном комплексе Объединённой Аэрокосмической Корпорации (ОАК или UAC), находящемся на Марсе. Группа учёных, возглавляемая директором ОАК и главой комплекса доктором Сэмюэлом Хайденом (чьё сознание было перенесено в кибернетическое тело из-за болезней биологического характера), обнаружила существование параллельного измерения. Это измерение, ввиду прямых аналогий из-за живших на нём обитателей, было названо Адом. Исследуя это измерение, учёные обнаружили «аргент-плазму» — практически неиссякаемый источник дешёвой энергии, позволивший всего за несколько лет решить назревавший энергетический кризис на Земле. Помимо добычи энергии через так называемую Аргент-Башню, перекачивающую аргент-плазму из измерения Ада, доктор Хайден организовал несколько исследовательских экспедиций, доставивших в распоряжение землян несколько захваченных образцов демонических обитателей измерения и ряд артефактов для изучения. Одним из таких артефактов стал каменный саркофаг, в котором оказался захваченный демонами спящий Палач Рока с комплектом Преторианской брони.
Оливия Пирс, исследовательница измерения и одна из учеников Хайдена, заключила договор с обитателями Ада, в результате чего Аргент-Башня стала открытым порталом, через который хлынули демоны из параллельного измерения. В течение нескольких часов научный комплекс ОАК пал, а его обитатели были убиты либо превращены в зомбиподобных существ. В отчаянной попытке остановить вторжение, доктор Хайден активирует саркофаг, пробуждает Палача Рока и предлагает ему взаимовыгодное сотрудничество. Однако Палач Рока хоть и соглашается бороться с демонами, делает это собственными методами. Облачившись в свою Преторианскую броню, он следует по захваченному комплексу, ведомый искусственным интеллектом комплекса ВЕГА, и настигает Оливию Пирс у основания Башни, однако та при помощьи взрыва аргент-аккумулятора открывает портал в Ад, куда затягивает и Палача Рока.
Пробившись с боем к месту телепортации, Палач Рока возвращается на Марс и прибывает в штаб-квартиру доктора Хайдена. Сэмюэл сообщает Палачу о Спиральном камне, способном помочь закрыть портал и остановить проникновение демонов на Марс. Палач Рока направляется в лабораторию «Лазарь» Оливии Пирс, где и находится камень. Изучив камень, он узнаёт о Колодце, который питает портал, и клинке Горниле, способным перекрыть Колодец. Сразившись c огромным кибердемоном, Палач Рока использует его аргент-аккумулятор для телепортации в Ад для того, чтобы разыскать и вернуть Горнило. На адских равнинах он находит и убивает Стражей, охраняющих клинок, после чего возвращается в марсианский комплекс. Чтобы попасть к Колодцу, Палачу приходится уничтожить комплекс ИИ ВЕГА (при этом он копирует всю программу ВЕГИ на резервный диск, который он забирает с собой), после чего он попадает к источнику демонической энергии, где использует Горнило. Однако правители Ада направляют к Палачу Рока Оливию Пирс, обманутую и превращённую ими во Владычицу Пауков Аранея Императрикс. После финальной битвы, из которой Палач выходит победителем, его насильно телепортируют в штаб-квартиру доктора Хайдена. Тот отбирает Горнило, которое планирует использовать для возобновления добычи аргент-энергии. Чтобы больше не нужный ему Палач Рока при этом не мешал, он отправляет его в неизвестное место, уверяя, что они несомненно ещё встретятся.

## Разработка

### РазработкаDoom 4
Джон Кармак намекнул на существование игры ещё на QuakeCon в августе 2007 года. Официальный анонс состоялся 7 мая 2008 года. Тодд Холленсхед, генеральный директор id Software, предположил, что игра будет своеобразным ремейком второй части, действие развернётся на Земле, а геймплей вернётся к оригинальным играм серии.
Разработка велась с 2008 по 2013 год без каких-либо официальных пресс-релизов о процессе разработки игры. Основными сведениями по разработке, доступными в этот период времени, являлись интервью и заявления Джона Кармака и Тодда Холленсхеда.
В июне 2009 года id Software, к этому времени разрабатывавшая игру Rage, была приобретена компанией ZeniMax Media. Издателем Rage и всех будущих игр студии стала Bethesda Softworks. В 2011 году, после выхода игры, все силы студии, по заявлению Кармака, были переброшены на Doom. Примерно в это время разработка новой игры была начата заново. В ноябре 2013 Джон Кармак покинул id Software и перешёл в Oculus VR.

### Перезапуск разработки
В апреле 2013 года Kotaku опубликовал разоблачающую статью о том, что Doom попал в «производственный ад». В статье написано, что новый Doom пострадал от безответственности. Игра должна была рассказать историю появления Ада на Земле, а сам сюжет по кинематографичности и духу походил на серию Call of Duty. Версия 2011 года была названа «посредственной, разбитой и беспорядочной». Дизайнер Тим Уиллитс прокомментировал это так: «У каждой игры есть душа. У каждой игры есть дух. У Doom 4 нет ни того, ни другого».
После того как разработка началась повторно, Уиллитс заявил, что команда по-прежнему нацелена на игру в серии Doom. Хотя было не ясно, идёт ли речь именно о Doom 4. 19 февраля 2014 года Bethesda заявили о том, что все, кто сделал предзаказ компьютерной игры Wolfenstein: The New Order, получат доступ к бета-версии новой части Doom, которая теперь называлась просто DOOM. Это была закрытая бета-версия многопользовательского режима, прошедшая с 31 марта по 4 апреля 2016 года.
В июне 2014 года на выставке E3 был показан тизер-трейлер игры. Полная версия трейлера была показана на закрытой презентации игры на QuakeCon 17 июля, дабы обезопасить и без того нестабильный проект от ещё больших слухов. Многие из просочившихся слухов, впрочем, подтвердились. Так, в игре появилась система ближнего боя и добиваний, возможность использовать части тел персонала для открытий дверей. Сам геймплей также оказался свободным: в игре появилась возможность совершать двойные прыжки и взбираться на уступы. 19 июля 2014 г. ведущий графический инженер Crytek Тьяго Соуза покинул студию и присоединился к команде id Tech 6 и новому Doom. На прошедшей в июне 2015 года выставке E3 была показана 15-минутная демонстрация геймплея. И хотя подавляющее большинство встретили новую игру с восторгом, некоторые критики назвали Doom «слишком жестоким». Композитором игры выступил Мик Гордон, саунд-дизайнером — Ричард Девайн.
id Software назвали самой большой проблемой в разработке игры то, что им было необходимо создать продукт, способный конкурировать с такими современными гигантами жанра, как серии Battlefield и Call of Duty. Популярность серии сильно упала, ведь последняя игра в ней вышла ещё в 2004 году. Также разработчики отметили, что было непросто сохранить верность корням, но в то же время создать что-то своё, уникальное. По словам продюсера игры, Марти Страттона, для решения этих проблем они обратились к разработчикам из Bethesda Game Studios, так как считали, что они «прошли через подобное во время работы над Fallout 3». На QuakeCon 2015 было отмечено, что игра будет работать в формате Full HD при 60 FPS, так как это является «неотъемлемой частью игрового процесса».
Игровой движок использует графический API OpenGL (поддерживается Vulkan). В минимальных системных требованиях разработчики указали модели видеокарт GeForce GTX 670 и Radeon HD 7870. При высоких графических настройках — GeForce GTX 970 и Radeon R9 290. Чтобы получить плавную смену кадров в разрешении Full HD при максимальных настройках, лучше использовать видеокарты с 4 ГБ видеопамяти. Для запуска требуются 8 ГБ ОЗУ и ЦП уровня Intel Core i5-2400 или аналогичный AMD FX-8320 (в рекомендованных стоят Intel Core i7-3770 или AMD FX-8350), а также 55 ГБ свободного места. Doom не входит в маркетингово-технические программы от компаний AMD и Nvidia, но они выпустили свежие версии драйверов Crimson Edition 16.5.2 Hotfix и 365.19 WHQL, предназначенные для новых проектов.
30 марта 2018 года разработчики выпустили обновление, в котором была добавлена поддержка разрешения 4К для PlayStation 4 Pro и Xbox One X.

## Музыка
| №   | Название                                | Длительность |
| --- | --------------------------------------- | ------------ |
| 1.  | «I. DOGMA»                              | 0:44         |
| 2.  | «Rip & Tear»                            | 4:17         |
| 3.  | «At DOOM's Gate»                        | 1:10         |
| 4.  | «Rust, Dust & Guts»                     | 7:41         |
| 5.  | «II. DEMIGOD»                           | 0:50         |
| 6.  | «Hellwalker»                            | 5:05         |
| 7.  | «Authorization; Olivia Pierce»          | 2:23         |
| 8.  | «Flesh & Metal»                         | 7:02         |
| 9.  | «Impure Spectrum»                       | 1:44         |
| 10. | «Ties That Bind»                        | 2:06         |
| 11. | «BFG Division»                          | 8:26         |
| 12. | «Residual»                              | 1:56         |
| 13. | «Argent Energy»                         | 2:34         |
| 14. | «Harbinger»                             | 7:11         |
| 15. | «Biowaves»                              | 2:16         |
| 16. | «Olivia's DOOM (Chad Mossholder Remix)» | 4:40         |
| 17. | «Transistor Fist»                       | 6:09         |
| 18. | «Dr. Samuel Hayden»                     | 4:10         |
| 19. | «Cyberdemon»                            | 6:18         |
| 20. | «Incantation»                           | 3:36         |
| 21. | «III. DAKHMA»                           | 2:16         |
| 22. | «Damnation»                             | 6:44         |
| 23. | «The Stench»                            | 2:50         |
| 24. | «UAC Report File; SHTO36U3»             | 3:04         |
| 25. | «Death & Exhale»                        | 3:49         |
| 26. | «SkullHacker»                           | 7:15         |
| 27. | «Lazarus Waves»                         | 3:39         |
| 28. | «VEGA Core»                             | 8:03         |
| 29. | «6_idkill.vega.cih (Chris Hite Remix)»  | 1:38         |
| 30. | «Mastermind»                            | 6:37         |
| 31. | «IV. DOOM»                              | 1:47         |

Музыка, исполнение, аранжировка и сведение — Мик Гордон, кроме 3, 7, и 10 — музыка Бобби Принса, 11 — мотив из «Waltz of the Demons» Бобби Принса, 14 — тема из Doom 3 Криса Вренны и Клинта Уолша, 17 — мотив из «Kitchen Ace (And Taking Names)» Бобби Принса, 16 — ремикс Чеда Моссхолдера, 29 — музыка совместно с Крисом Хайтом. Рассказчик — Пётр Майкл (1, 5, 21 и 31), голос Оливии Пирс — Эбби Краден (16), звукорежиссёр — Крис Хайт.
На встрече в студии id Software в Далласе Мик Гордон обсуждал подход к новой Doom с Марти Стрэттоном и Крисом Хайтом. Композитор не задавался целью создать песню в стиле метал, хотя так получилось в случае с «Rip & Tear» и «BFG Division». Несмотря на наличие элементов индастриала и метала в саундтреке, Мик не пытался думать об этом как о жанровом альбоме. Причём одним из предварительных условий работы над Doom было следующее — никакого метала. В течение шести—девяти месяцев музыканты играли только на синтезаторах, и через некоторое время Гордон сказал: «Знаете что, ребята… если мы сможем добавить сюда пять процентов гитары, всем понравится». Затем доля увеличилась до 10 процентов, потом до 15, в итоге превратилась в полноценный саунд. По мнению автора, именно отказ от метала как изначального стиля придал Doom индивидуальность, это не было просто трибьютом трэшу 1990-х годов. Для особенного звучания использовалась девятиструнная гитара. Гордон вживую выступил на церемонии The Game Awards 2016, где сыграл самые запоминающиеся композиции из игры, на сцене помогали Sonic Mayhem (электроника) и Мэтт Халперн (барабаны). 
Саундтрек был выпущен 28 сентября 2016 года на iTunes, Google Play и Spotify. До тех пор не существовало официального издания ни на компакт-диске, ни в цифровом виде — распространялись только фанатские аудиозаписи. Ars Technica считает, что годами не было настолько динамичного и хорошего саундтрека. Это привлекло поклонников индастриал-рока 1990-х годов сочетанием тихих, нарастающих пассажей и жёстких гитарных и синтезаторных риффов. Два часа «тёмного электроник-рока» порадуют любого слушателя Nine Inch Nails (в том числе эмбиента к Quake) или Stabbing Westward. В 2018 году Laced Records выпустила Doom в нескольких вариантах: два компакт-диска в конверте с тройным разворотом; две грампластинки кроваво-красного цвета, содержавших 20 любимых треков, выбранных разработчиками; специальное издание — полный саундтрек на 4 красно-чёрных LP, записанных в студии Abbey Road, мастеринг осуществил Джо Кейтнесс, два твёрдых слипкейса и внутренние конверты с премиальным принтом и иллюстрацией Doom. Ограниченный тираж включал кроваво-красный винил, двойной CD, а также специальный коврик для проигрывателя, они были доступны только по предварительному заказу из магазина Laced Records в течение 14 дней, до 2 мая 2018 года. Среди этого можно выделить тот факт, что в Bethesda Gear Store США и Европейского Союза эксклюзивно продавались 500 экземпляров Slayer Edition, отличие заключалось в зелёном виниле и USB «ключ-карте», где присутствовал саундтрек в качестве без потерь.
В 2025 году «BFG Division» преодолел отметку в 100 миллионов прослушиваний на Spotify, также востребованными у пользователей оказались «Rip & Tear» — 117 миллионов, «At Doom's Gate» — 70 миллионов, «Rust, Dust & Guts» — 27 миллионов и «Hellwalker» — 25 миллионов.

## Отзывы и критика
| Сводный рейтинг       | Сводный рейтинг                                        |
| Агрегатор             | Оценка                                                 |
| --------------------- | ------------------------------------------------------ |
| GameRankings          | (PC) 85,38 % (PS4) 85,82 % (XONE) 89,04 % (NS) 80,11 % |
| Metacritic            | (PC) 85/100 (PS4) 85/100 (XONE) 87/100 (NS) 79/100     |
| OpenCritic            | 86/100                                                 |
| Иноязычные издания    |                                                        |
| Издание               | Оценка                                                 |
| 4Players              | 8/10 (PC)                                              |
| Destructoid           | 9/10                                                   |
| EGM                   | 8,5/10                                                 |
| Game Informer         | 8,75/10                                                |
| GameRevolution        | [ 70 ]                                                 |
| GameSpot              | 8/10                                                   |
| GamesRadar+           | [ 72 ]                                                 |
| GameStar              | 86/100                                                 |
| Giant Bomb            | [ 74 ]                                                 |
| Hardcore Gamer        | 4/5                                                    |
| IGN                   | 7,1/10                                                 |
| Jeuxvideo.com         | 14/20                                                  |
| PC Gamer (US)         | 88/100                                                 |
| Polygon               | 8,5/10                                                 |
| Push Square           | 9/10                                                   |
| Shacknews             | 9/10                                                   |
| The Daily Telegraph   | [ 82 ]                                                 |
| The Guardian          | [ 83 ]                                                 |
| USgamer               | 4,5/5                                                  |
| VideoGamer            | 8/10                                                   |
| Digital Spy           | [ 86 ]                                                 |
| The Escapist          | [ 87 ]                                                 |
| Русскоязычные издания |                                                        |
| Издание               | Оценка                                                 |
| 3DNews                | 9/10                                                   |
| GameMAG.ru            | 9/10                                                   |
| «IGN Россия»          | (PS4) 8,5/10                                           |
| PlayGround.ru         | 10/10                                                  |
| Riot Pixels           | 86 %                                                   |
| StopGame.ru           | Изумительно                                            |
| «Игромания»           | 9/10                                                   |
| «Игры Mail.ru»        | 8/10                                                   |
| «Канобу»              | 7/10                                                   |
| «НИМ»                 | 8,5/10                                                 |

По данным Valve, Doom лидировала в чарте Steam вторую неделю после запуска. Согласно статистике сервиса Steam Spy, на 20 сентября 2017 года продано более 2 млн копий. Кроме того, игра несколько раз возглавляла Топ-10 самых популярных игр в Великобритании. Летом 2018 года, благодаря уязвимости в защите Steam Web API, стало известно, что точное количество пользователей сервиса Steam, которые играли в игру хотя бы один раз, составляет 3 197 626 человек.
Рецензенты отмечали динамичность игры, высокое качество графики, большое количество насилия («кровавый шутер от первого лица не для слабонервных») и преемственность с классическим Doom 1993 года. На Метакритике PC-версия получила 85 из 100 баллов, а в русскоязычном сегменте 87 из 100 баллов, что говорит об отличном результате не только среди игроков, но и среди профильной прессы.
Газета.Ru отмечает, что после анонсов на E3 никто себе не мог представить, что разработчики сдержат обещания и сделают полную противоположность нынешним шутерам. Но вышло именно так, потому что новый Doom взял за основу все идеи оригинальной игры и смог сохранить всем полюбившуюся атмосферу.
Журнал Digital World поставил оценку 4/5 и выделил следующие достоинства: отменные перестрелки, атмосфера прошлых Doom, хорошая стилистика, бодрый мультиплеер; недостатками же являются законы «старой школы».
3DNews выделяет широкие возможности графики, а также дизайн окружения, оружия и монстров, саундтрек с отсылками к 1993 году, динамичные сражения и исследование локаций; к недоработкам отнесён только мультиплеер.
IGN Russia оценивает на 8,5 из 10, подчёркивая, что в игре нет современных штампов, есть отличное сочетание старого и нового и это действительно классика жанра; в минусах — долгие загрузки и не всегда удачные чекпоинты.
Рецензент «Игромании» поставил DOOM оценку в 9 баллов из 10:
| У меня двадцать очков здоровья, патронов — на десять выстрелов из дробовика, и два барона ада несутся следом. Никаких задних мыслей. Никаких сомнений. Только движение. Давайте ещё. Давайте больше. — игровой журнал «Игромания» |

Doom заняла первое место в номинации «Боевик года» и третье место в номинации «Графика года» на сайте и в журнале «Игромании».
| «Спинномозговой» геймплей здесь не воспринимается как рудимент давно ушедшей эпохи. Это квинтэссенция жанра, то, чего мы ждали многие годы и уже почти отчаялись дождаться. — игровой журнал «Игромания» |

Также игра заняла 1-е место в списке лучших шутеров десятилетия в итогах года 2011—2019 от «Игромании».